# Ion Pârcălab
Ion Pârcălab (ur. 5 listopada 1941 w Bukareszcie) – rumuński piłkarz występujący podczas kariery na pozycji napastnika. Olimpijczyk z Tokio.

## Życiorys
Pârcălab swoją karierę zaczął w UT Arad. Po trzech latach gry w tym klubie przeniósł się do Dinama Bukareszt. W ciągu 9 lat grania w tym klubie zdobył z nimi 4 mistrzostwa Rumunii oraz dwa puchary Rumunii. W 1970 przeniósł się do francuskiego Nîmes Olympique. W sezonie 1971/72 został z nimi nawet wicemistrzem Francji. Po sezonie 1972/73 zakończył karierę piłkarską.
W reprezentacji Rumunii zadebiutował w 1961 roku. Znalazł się w kadrze Rumunów na Letnie Igrzyska Olimpijskie 1964. Zagrał na nich w pięciu spotkaniach, a Rumuni zajęli w całym turnieju 5. miejsce. W kadrze narodowej zanotował łącznie 38 występów, strzelając w nich 5 bramek.

### Występy w reprezentacji w danym roku
| Reprezentacja | Rok     | Mecze | Bramki |
| ------------- | ------- | ----- | ------ |
| Rumunia       | 1961    | 1     | 0      |
| Rumunia       | 1962    | 2     | 0      |
| Rumunia       | 1963    | 7     | 1      |
| Rumunia       | 1964    | 7     | 2      |
| Rumunia       | 1965    | 6     | 1      |
| Rumunia       | 1966    | 8     | 1      |
| Rumunia       | 1967    | 5     | 0      |
| Rumunia       | 1968    | 2     | 0      |
| Ogólnie       | Ogólnie | 38    | 5      |

## Sukcesy

### Dinamo Bukareszt
- Mistrzostwo Rumunii: 1961/62, 1962/63, 1963/64, 1964/65
- Wicemistrzostwo Rumunii: 1966/67, 1968/69
- Puchar Rumunii: 1963/64, 1967/68

### Nîmes Olympique
- Wicemistrzostwo Francji: 1971/72